# 船佐村
船佐村（ふなさむら）は、広島県高田郡にあった村。現在の安芸高田市、三次市の一部にあたる。

## 地理
- 河川：式敷川、生田川[1]

## 歴史
- 1889年（明治22年）4月1日、町村制の施行により、高田郡羽佐竹村、佐々部村、房後村、船木村が合併して村制施行し、船佐村が発足[1][2]。
- 1917年（大正6年）村役場庁舎を新築[1]。
- 1924年（大正13年）小作組合設立[1]。
- 1954年（昭和29年）11月3日、大字船木の一部を三次市粟屋町に編入[1][2]。
- 1945年（昭和20年）船佐東小学校に広島から学童が疎開[3]。
- 1956年（昭和31年）9月30日、高田郡川根村、来原村と合併し、町制施行し高宮町を新設して廃止された[1][2]。

## 産業
- 農業[3]

## 交通

### 鉄道
- 1955年（昭和30年）日本国有鉄道三江南線（のち三江線）三次～式敷間開通し、船佐駅、式敷駅開設[1]。
- 1956年（昭和31年）所木駅、信木駅開設[1]。